# بژشچیه (استان پومرانی غربی)
بژشچیه (به لهستانی:  Brzeście) یک روستا در لهستان است که در گمینا سواونو (استان پومرانی غربی) واقع شده‌است. بژشچیه ۲۰۸ نفر جمعیت دارد.